# Rugby a 15 nel 1991

## Cronologia degli eventi principali
16 marzo – L'Inghilterra supera la Francia e si aggiudica il Cinque Nazioni, aggiudicandosi anche il Grande Slam
24 agosto - La Nuova Zelanda supera l'Australia nel secondo test e conserva il possesso della Bledisloe Cup
21 aprile - L'Italia, con una meta contestata, supera la Romania a Bucarest: un successo in casa dei romeni che mancava da 28 anni.
22 luglio – Il Galles subisce a Brisbane la più pesante sconfitta della sua storia: 63-6 con l'Australia
1º ottobre - Conferma dell'Argentina nel campionato sudamericano
3 ottobre - Con il match tra Nuova Zelanda e Inghilterra prende il via la Coppa del Mondo di rugby 1991
2 novembre – L'Australia supera l'Inghilterra e si laurea campione del mondo.

## La Coppa del Mondo
La 1991 Rugby World Cup fu ospitata dall'Inghilterra con incontri anche negli altri 4 paesi del Torneo delle 5 Nazioni. Come per l'edizione inaugurale del 1987, essa fu dominata dalle nazioni membri dell'International Rugby Football Board (IRFB) (il Sud Africa era escluso per i motivi legati all'Apartheid). Ben sei delle sette squadre citate giunsero ai quarti, con l'esclusione del Galles, eliminato dalle Samoa.
L'ultima squadra qualificata per gli ottavi fu il Canada che eliminò Romania e Figi.
Nei quarti Scozia e Nuova Zelanda ebbero vita facile con Samoa e Canada, mentre l'Inghilterra, guidata da Rob Andrew, superava a Parigi la Francia. Emozionante il finale dell'ultimo quarto a Dublino tra Australia ed Irlanda, con "sorpasso" irlandese a due minuti dalla fine (meta) e controsorpasso australiano nel recupero ad opera di Tim Horan.
Nelle semifinali, l'Australia riuscì a superare i campioni uscenti della Nuova Zelanda (16-6) grazie ad un eccezionale primo tempo e alle magie di David Campese. Nell'altra semifinale, a Edimburgo, l'Inghilterra superò la Scozia in una partita decisa dai calci (9-6) e da un clamoroso errore su punizione dello scozzese Gavin Hasting.
Uno stadio di Twickenham stracolmo vide l'Australia trionfare 12-6 sull'Inghilterra che aveva cercato di abbandonare il gioco chiuso e basato sugli avanti, per un gioco alla mano.

## Gli ultimi test pre-mondiali
Si disputano altri test nell'immediata vicinanza della coppa del mondo:

## I Barbarians
La selezione ad inviti dei Barbarians disputa, nel 1991, i seguenti incontri:
| Northampton 6 marzo 1991 | East Midlands | 34 – 46 | Barbarians |  |

| Newport 6 novembre 1991 | Newport RFC | 10 – 39 | Barbarians | Rodney Parade |

| Leicester 27 dicembre 1991 | Leicester Tigers | 21 – 29 | Barbarians | Welford Road |

| Bradford 28 dicembre 1991 | Bradford | 14 – 0 | Barbarians |  |

## La Nazionale italiana
- La preparazione alla Coppa del Mondo: consiste di due amichevoli come le "Zebre" (38-27) a Piacenza e con lo Slough Rugby Club a Londra (78-0).

## Campionati nazionali
- Africa:

| Sudafrica | Currie Cup | Northern Transvaal |

- Oceania:

| Nuovo Galles del Sud | Shute Shield                     | Randwick                 |
| Queensland           | Premier Rugby                    | Souths                   |
| Australia            | Campionato per Club              | Randwick                 |
| Australia            | Interstate                       | New South Wales Waratahs |
| Nuova Zelanda        | National Provincial Championship | Otago                    |

 Americhe:
| Argentina   | Argentino              | Buenos Aires     |
|             | Camp. di Buenos Aires  | Alumni           |
| Brasile     | Campionato             | Alphaville (SP)  |
| Canada      | Campionato Provinciale | British Columbia |
| Stati Uniti | Campionato             | OMBAC San Diego  |

' Europa:
| Irlanda     | All Ireland league       | Cork Constitution      |
| Irlanda     | Interprovinciale         | Ulster                 |
| Galles      | Campionato               | Neath RFC              |
|             | WRU Challenge Cup        | Llanelli RFC           |
| Inghilterra | Coppa                    | Harlequin FC           |
|             | Campionato delle Contee  | Cornovaglia            |
|             | Campionato               | Bath Rugby             |
| Francia     | Campionato               | Bègles Bordeaux        |
|             | Challenge Yves du Manoir | Narbonne               |
| Italia      | Campionato               | Amatori Milano         |
| Scozia      | Campionato dei distretti | Non disputata          |
|             | Campionato               | Borouhmuir             |
| Georgia     | Campionato               | Aia                    |
|             | Campionato               | Vesta                  |
| Portogallo  | Campionato               | Benfica                |
|             | Coppa                    | Cascais                |
| Romania     | Campionato               | Dinamo Bucarest        |
| Spagna      | Spagna (Copa del Rey)    | Getxo                  |
|             | Campionato               | El Salvador Valladolid |